# 에리크토니오스

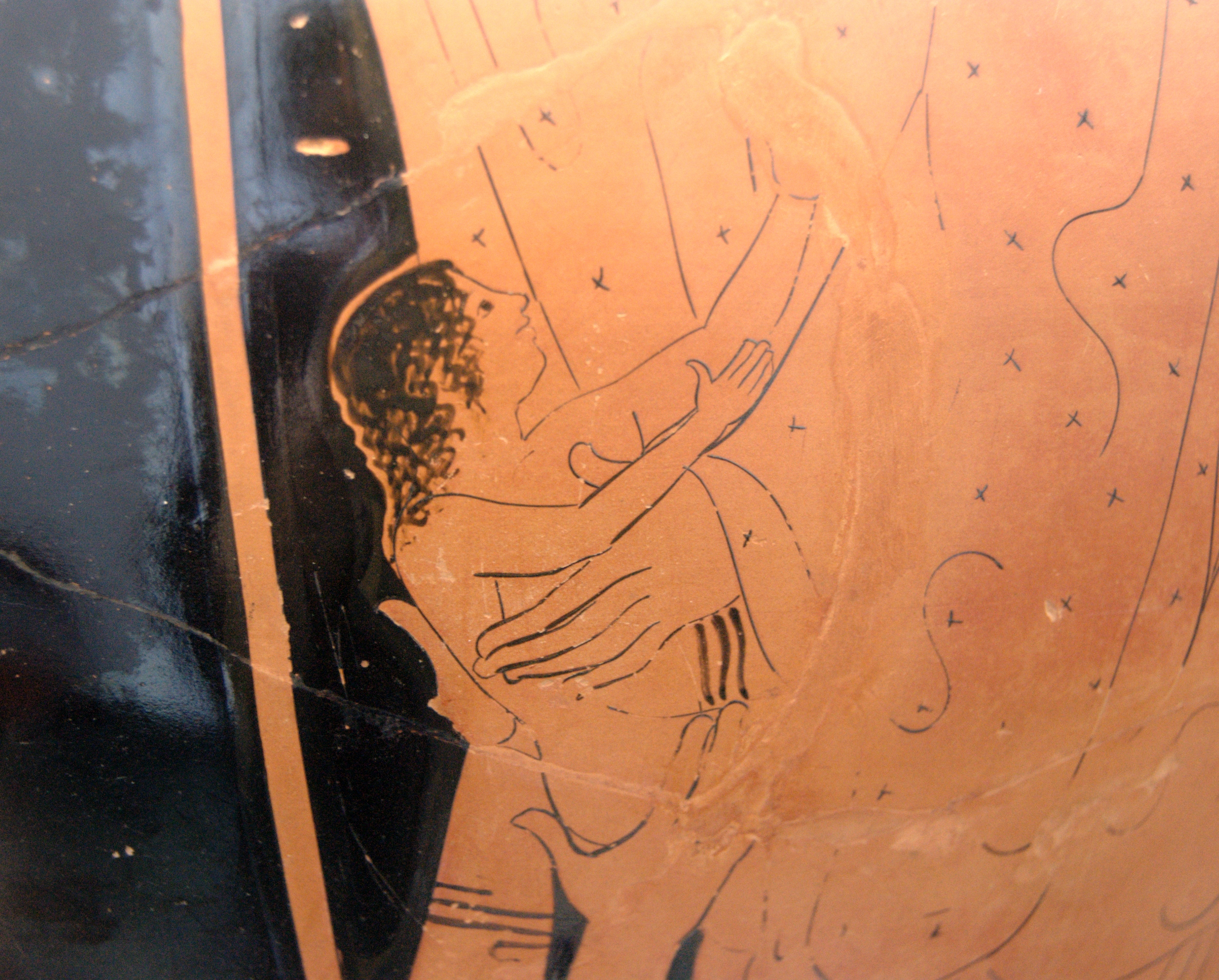
에리크토니오스의 탄생

에리크토니오스(그리스어: Εριχθόνιος)는 아테나이의 초기 군주이다. 전설에 따르면 그는 가이아, 즉 대지에서 태어나 아테나 여신에 의해 길러졌다. 초기 그리스 사학자들은 그와 그의 손자 에렉테우스를 구분하지 못하였는데, 기원전 4세기에는 두 인물이 완전히 구분되었다.

## 신화
트로이아 전쟁 때 아테나는 전쟁에서 사용할 무기 제작을 위해 대장장이 신 헤파이스토스의 대장간에 찾아갔다. 헤파이스토스가 아테나의 아름다움에 반해 그녀를 강간하려 하자 아테나가 놀라 달아났고, 이때 헤파이스토스의 정액이 아테나의 다리에 묻게 되었다. 아테나는 올리브 잎으로 정액을 닦았는데, 이때 정액이 땅에 떨어져 대지의 여신 가이아가 아기 에리크토니오스를 수태하게 된다. 뜻하지 않게 아기를 가진 가이아의 성화에 아테나는 아기를 맡아 아들로 삼게 된다. 다른 설에는 헤파이스토스와 크라니오스의 딸 아티스의 아들이라는 설이 있다.
아테나는 아기를 불사신으로 만들기 위해서 그를 감시하기 위한 뱀과 함께 바구니에 넣고, 아테나이 임금 케크롭스의 딸인 공주 아글라우로스와 자매들에게 아기가 담긴 바구니를 맡기며 절대 열어보지 말라 하였다. 하지만 아글라우로스와 자매들은 호기심으로 인해서 바구니를 열어 보게 되고 두 마리 뱀에게 감긴 에리크토니오스를 보자 실성하여 아크로폴리스의 언덕에서 자살하였다. 아테나는 에리크토니오스를 바구니에서 꺼내 파르테논 신전으로 옮기어 길렀다.
다른 이야기에서는 아테나가 팔레네에서 아크로폴리스에 쓸 산을 가져오는 동안 아기가 든 바구니를 케크롭스의 딸에게 맡겼다고 한다. 아테나가 멀리 있는 동안, 아글라우로스와 헤르세는 바구니를 열어보았고, 이때 이것을 본 까마귀가 아테나에게 날아가 보고하자 아테나는 옮기던 산을 떨어뜨려 버린다. 아테나가 떨어뜨려 버린 이 산은 후에 지금의 리카베토스 산이 된다.
후에 성장한 에리크토니오스는 12년 전에 크라나오스를 폐위시킨 암픽티온을 몰아내고 아테나이의 왕이 된다. 그는 나이아드인 프락시테아와 결혼하여 아들 판디온 1세를 두게 된다. 에리크토니오스가 왕이 된 동안 아테나는 그를 자주 보호해 주었다. 그는 아테나 여신의 명예를 높이는 파나테이아 축제를 열고, 그녀의 목제 조각상을 아크로폴리스에 세우기도 하였다. 파로스 대리석에 따르면, 그는 말로 모는 수레로 쟁기를 끄는 법을 백성들에게 가르쳐 주었다고 하는데, 이 이야기를 통해서 에리크토니오스가 4두 2륜 전차를 발명하였다고도 한다.
에리크토니오스의 뒤는 그의 아들 판디온 1세가 이었다. 에리크토니오스의 상징은 뱀인데, 파르테논의 아테나 조각상에 묘사된 그의 방패 뒤에는 뱀이 숨어있다.
| 전임 암픽티온 | 제6대 아테나이의 왕 기원전 1487년 ~ 기원전 1437년 | 후임 판디온 1세 |